# مرقى

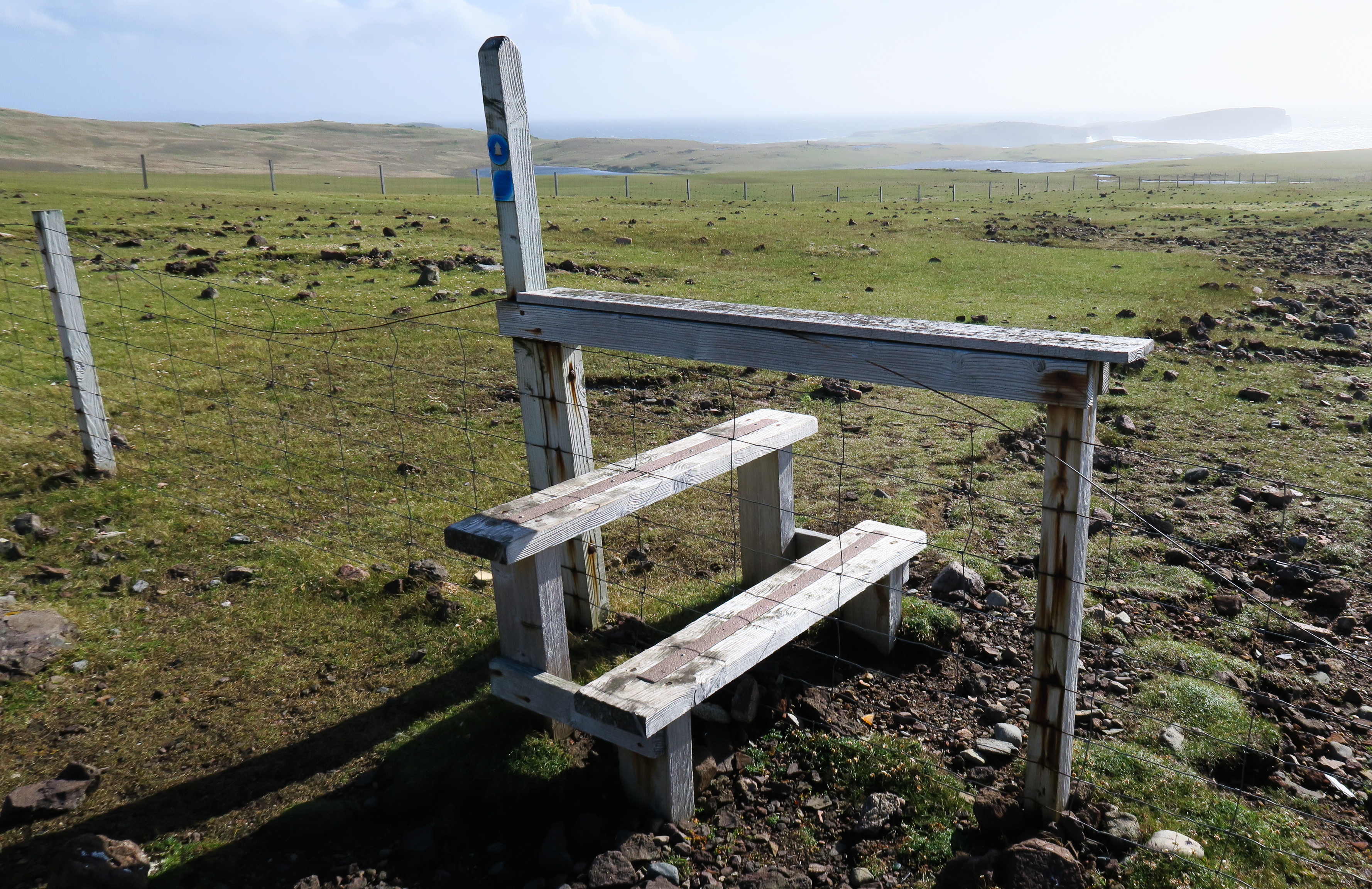
مرقى خشبي في إيشا نيس، شتلنند.

المَرْقى هي هيكل أو فتحة تمكن الناس من المرور عبر الدرجات أو السلالم أو الفجوات الضيقة. وغالبًا ما تُبنى في المناطق الريفية على طول ممرات المشاة، والأسوار، وبالقرب من الجدران، أو السياج الذي يطوّق الحيوانات، مما يسمح للناس بالتحرك بحرية.

## أنواعها

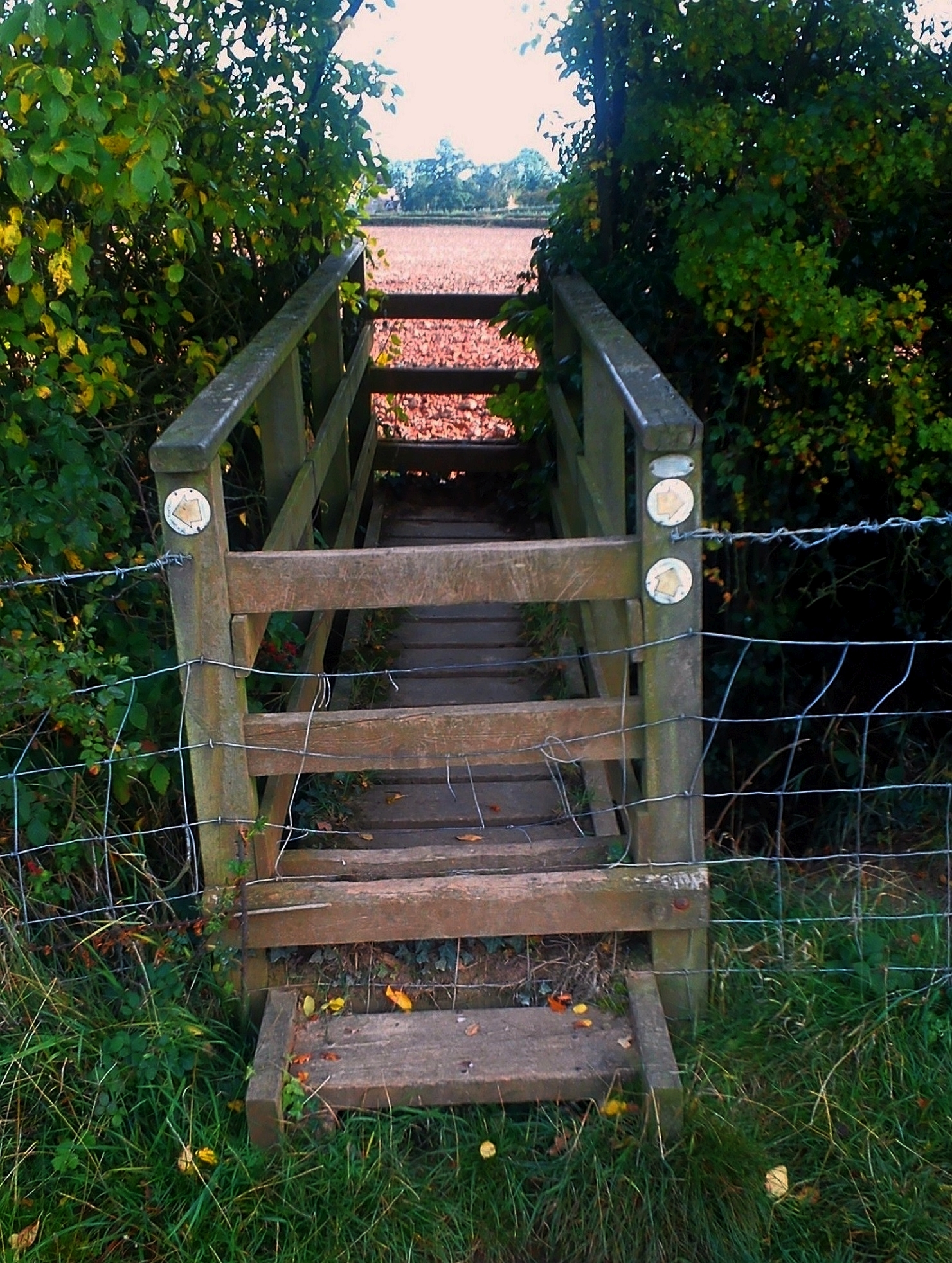
مرقى خشبيّ على شكل جسر في هانبري، ورسيسترشاير.

في المملكة المتحدة، بنيت العديد من المراقي تحت الإكراه القانوني (انظر حقوق الطريق في المملكة المتحدة). وقد شجّعت التغييرات الأخيرة في سياسة حكومة المملكة المتحدة تجاه نشاط الزراعة لملاك الأراضي في المرتفعات على جعل الوصول إلى الأراضي الزراعية متاحاً بشكل أكبر للجمهور. ومع ذلك تمَّ إهمال هذه السياسات حول بناء المرقى ويتم استبدالها بشكل كبير ببوابات. ومع ذلك، لا تزال المرقى موجودة كونها إرثاً قائماً في أشكال متنوعة (كما هو الحال أيضاً في الولايات المتحدة، حيث لا يوجد معيار). بالإضافة إلى وجود مجموعة متنوعة من الأشكال، تتضمن المرقى أيضًا أحيانًا «مزلاج الكلب» أو «بوابة الكلب» إلى جانبها، والتي يمكن رفعها لتمكين الكلب من العبور خلالها.(انظر الصور أدناه).
وهناك شكل بديل من المرقى هو المرقى بالضغط، الذي يستخدم عادةً حيث ممرات المشاة ومناطق عبور الجدران الحجرية الجافة في انجلترا. مع هذا النوع من المرقى هناك فجوة عمودية في الجدار، وعادةً لا يزيد عرضها عن 25 سنتيمترًا (9.8 في)، وغالبًا مع أعمدة حجرية على جانبي الجدار لحماية هيكله. ويجب أن تكون الفجوة ضيقةً بما يكفي لمنع الماشية من العبور.

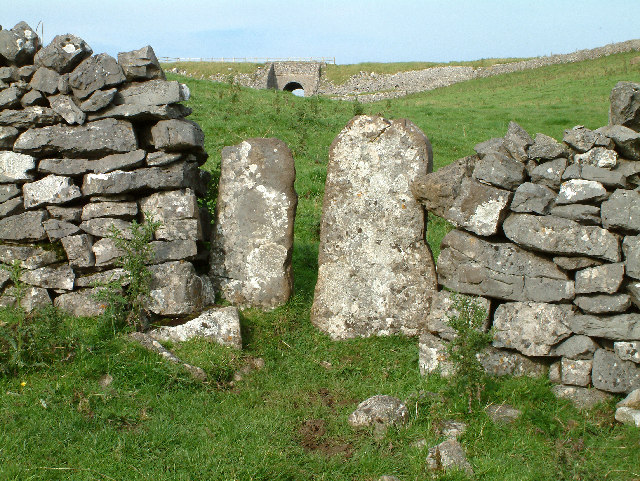
المرقى بالضغط

## معرض

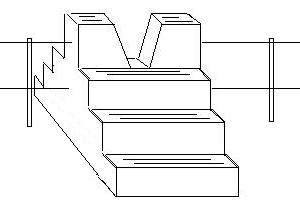
تشييد مرقى مسار رانجان
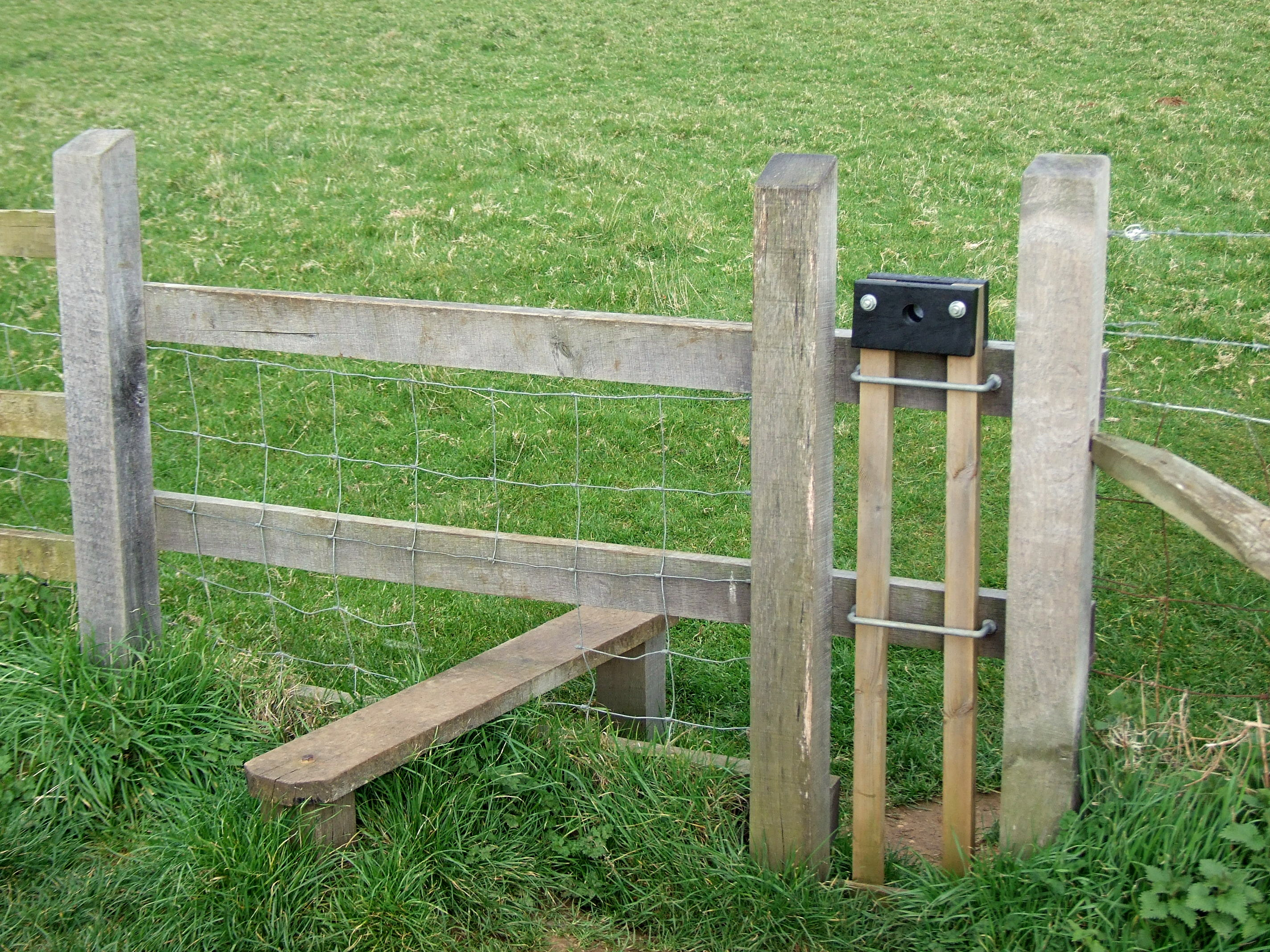
العضاة مع بوابة الكلب.
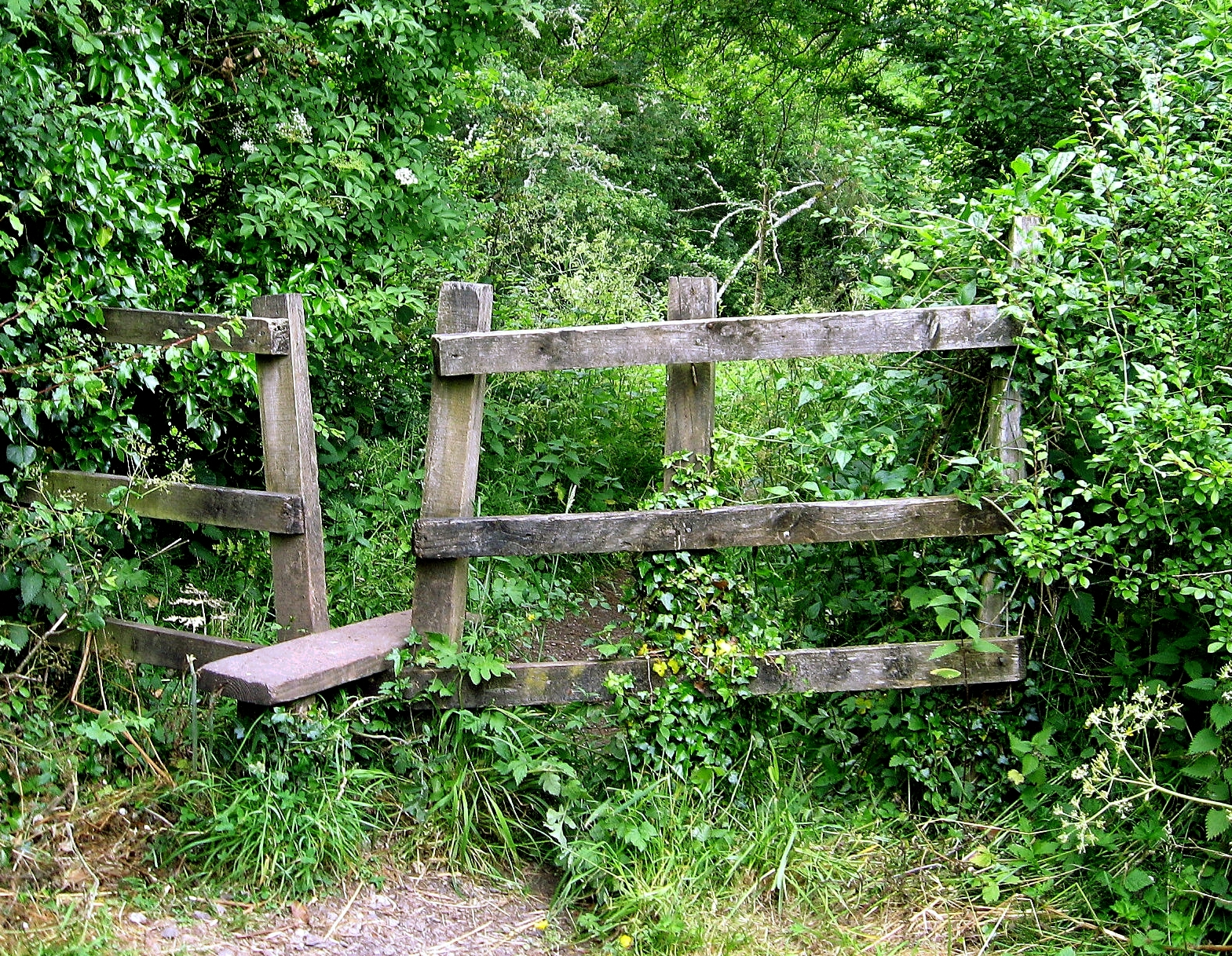
المرقى منخفض المستوى.
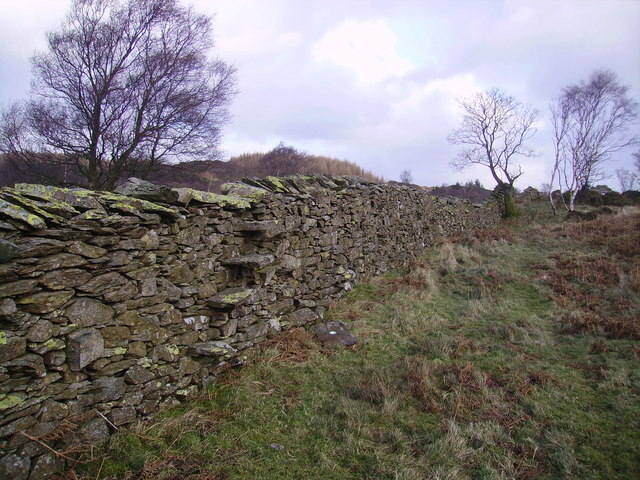
مرقى بسيط في منطقة بحيرة الحديقة الوطنية.
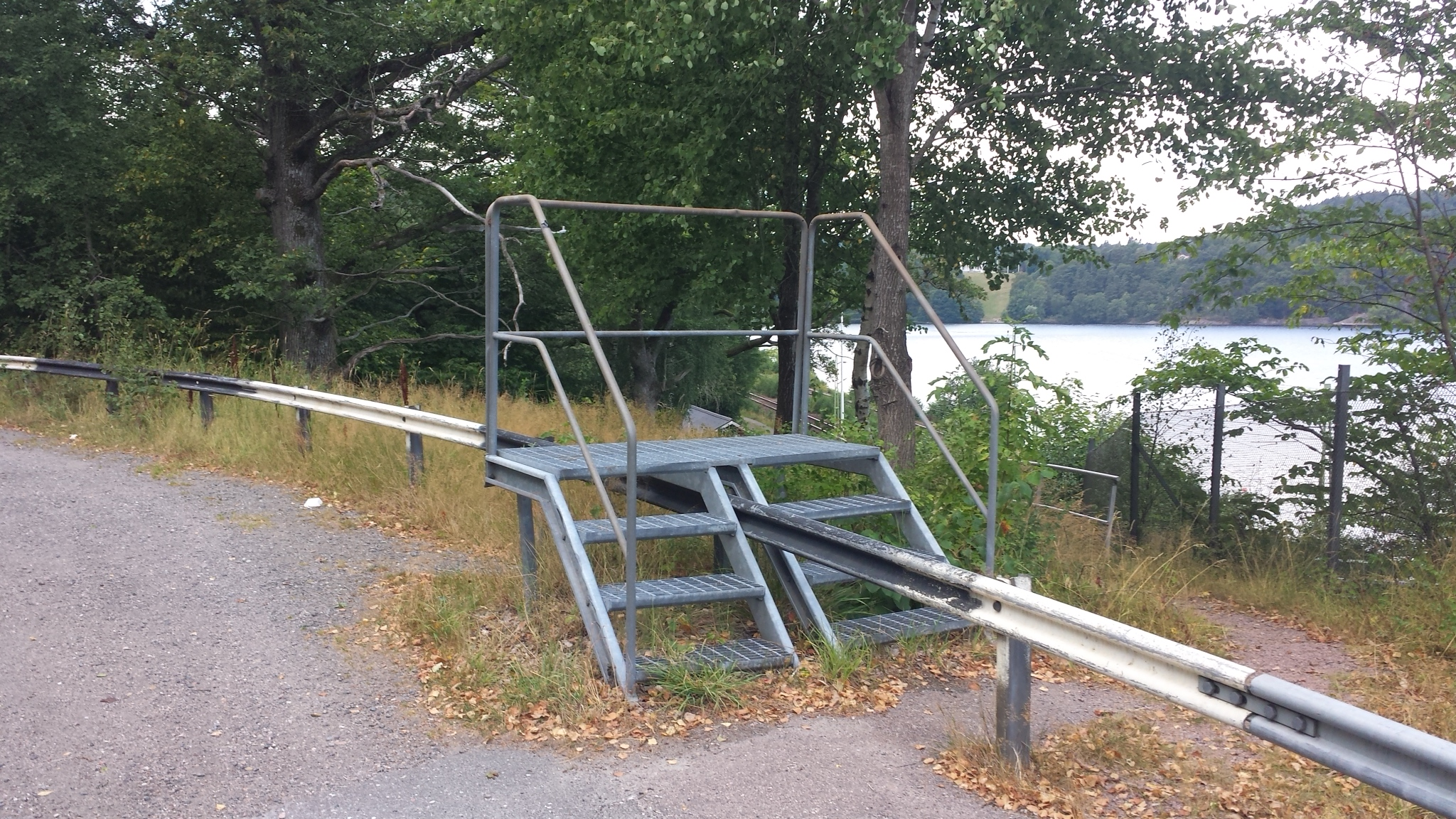
المرقى الحديث على جانب الطريق في السويد.
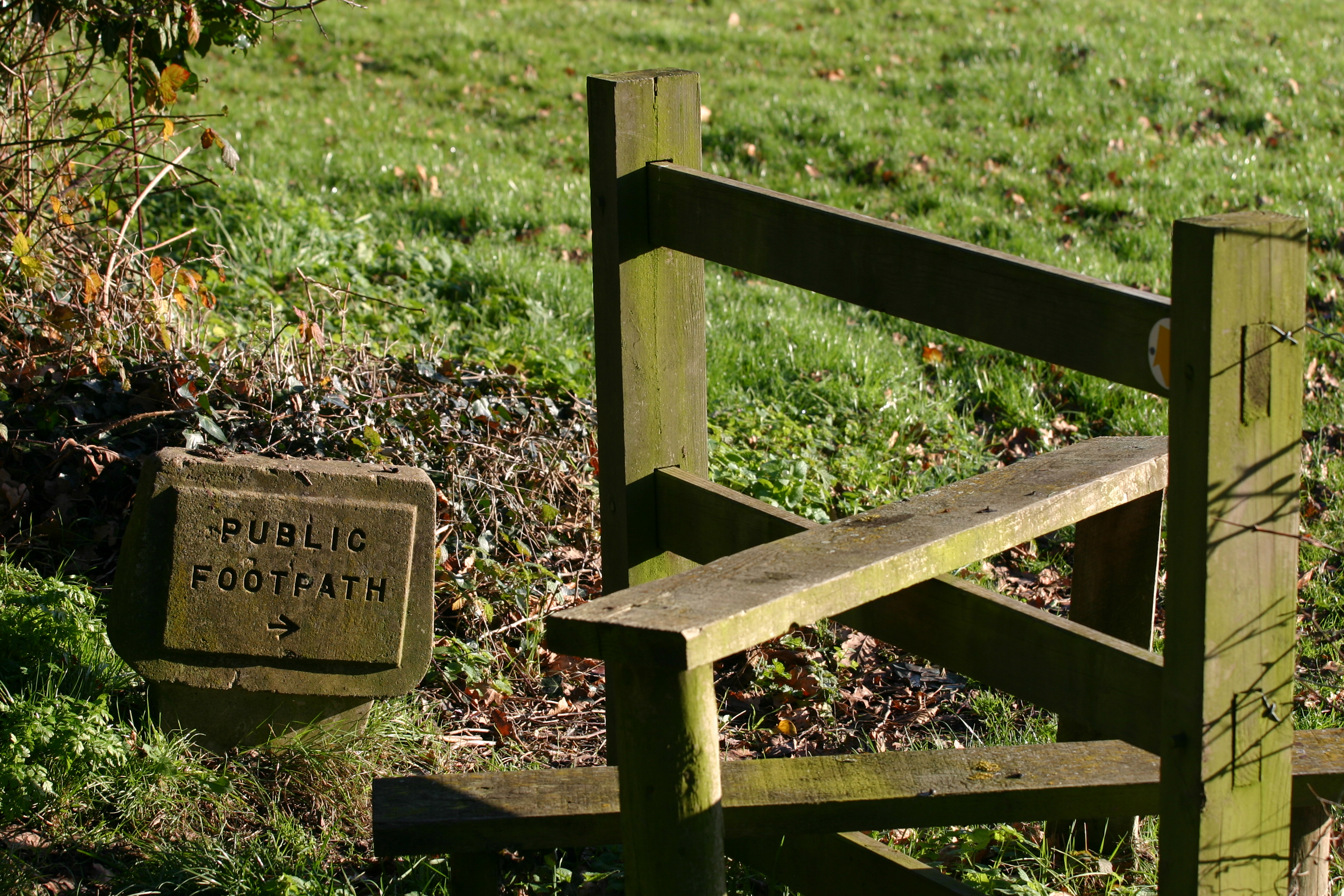
مرقى خشبيّ صغير.
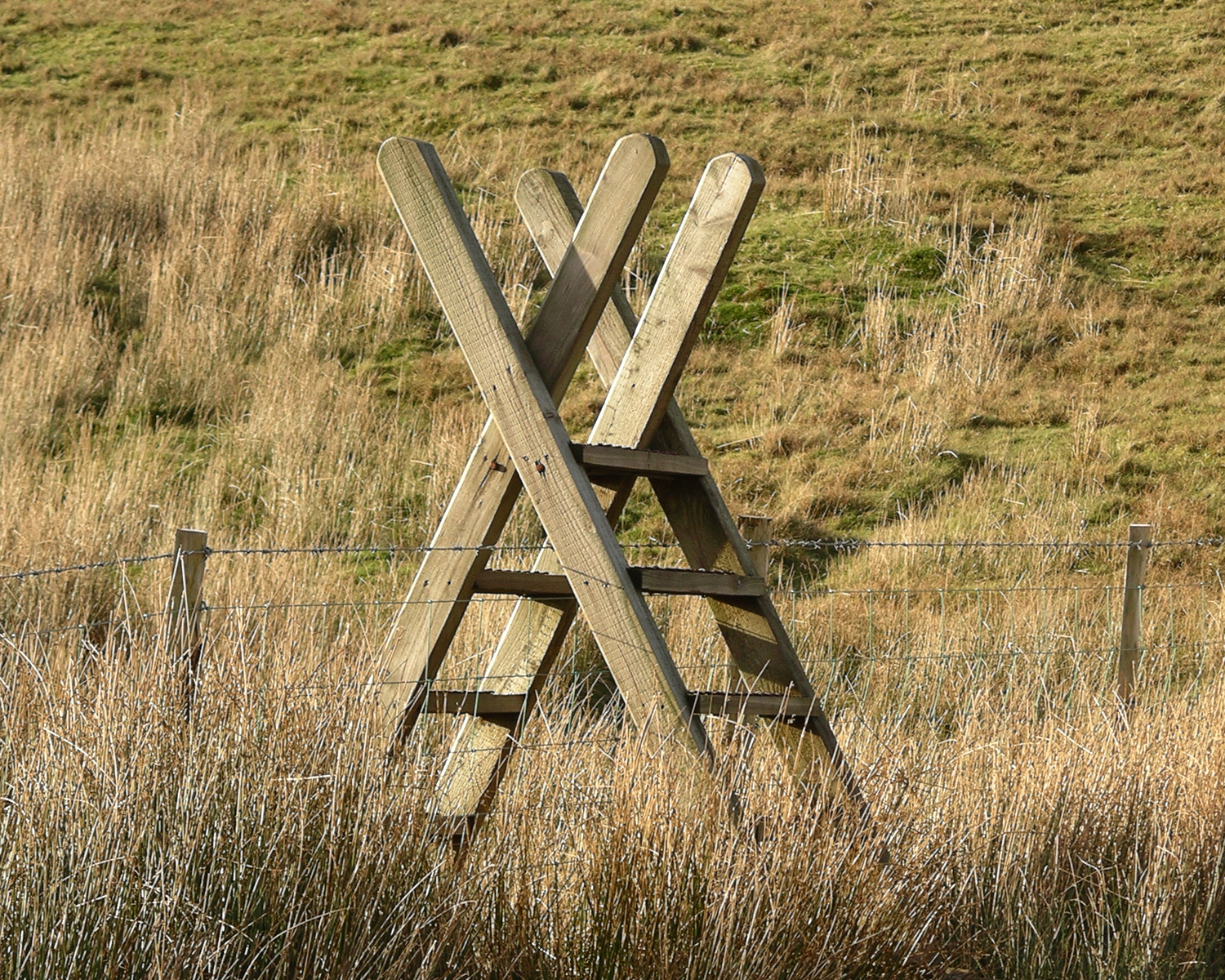
سلم متشابك بسلم في سونودونيا؛ لتشكيل مرقى
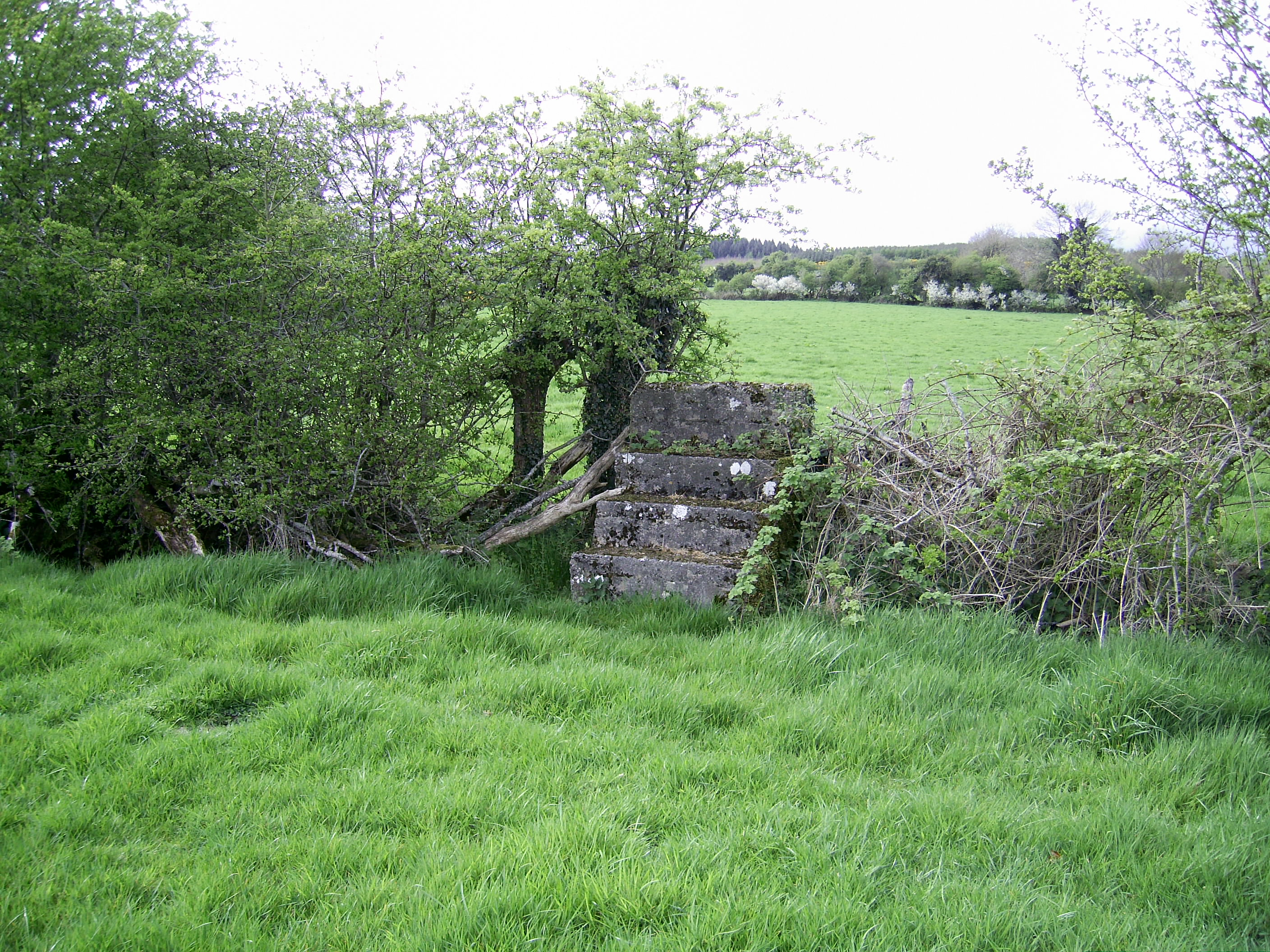
راناجان ويستمث مرقى المسار الشامل